# Шанхайски университет „Дзяо Тун“
Шанхайският университет „Дзяо Тун“ (на традиционен китайски: 上海交通大學, на опростен китайски: 上海交通大学, на пинин: Shànghǎi Jiaotong Daxue) е държавен научноизследователски университет, намиращ се в Шанхай, Китай.
Основан е през 1896 г. като Нан Ян Колидж (Nan Yang College) с императорски указ, издаден от Император Гуансюй. Университетът е един от най-старите национални висши учебни заведения в Китай, и известен като един от най-престижните и селективни университети в Китай . Той е и третият по-големина университет в азиатската страна. Настоящ президент на университета е професорът по физика Zhang Jie, член и на Китайската академия на науките.
Университетът си сътрудничи с българския Университет за национално и световно стопанство. Oт януари 2017 г. в УНСС е открит Българо-китайски център за научноизследователски програми и обмен на студенти между България и Китай.